# نظرية الامتياز في العلاقات العامة
نظرية الامتياز هي نظرية عامة للعلاقات العامة تحدد كيف تجعل العلاقات العامة المنظمات أكثر فاعلية، وكيف يتم تنظيمها وإدارتها عندما تساهم بشكل كبير في الفعالية التنظيمية، والظروف في المنظمات وبيئاتها التي تجعل المنظمات أكثر فعالية، وكيف يمكن تحديد القيمة النقدية للعلاقات العامة.

## التطور التاريخي
بدأ عالم العلاقات العامة James E. Grunig ورفاقه عام 1976 بإجراء سلسلة من الدراسات بهدف الكشف عن سلوك العلاقات العامة في المنظمات، فتوصل عام 1984 إلى أربع نماذج لوصف أساليب ممارسة العلاقات العامة تعرف بنماذج (جرونج وهانت) وهي: نموذج الوكالة الصحفية، نموذج المعلومات العامة، النموذج اللامتوازن ثنائي الاتجاه، والنموذج المتوازن ثنائي الاتجاه.
وبهدف تطوير هذه النماذج الأربعة، والانتقال إلى مرحلة أكثر عمقًا تعد منطلقًا لنماذج الممارسة وبعد تحليل هذه النماذج تم طرح مجموعة من الأبعاد لوصف ممارسة العلاقات العامة في البيئات المختلفة، وتشمل تلك الأبعاد: شكل الاتصال، تأثير الاتصال ومدى توازنه، الوسيلة، والأخلاق.
لم يكن الانتقال من النماذج إلى أبعاد سوى مرحلة انتقالية، مهدت الطريق لجرونج وفريقه لبلورة هذه النتائج والخروج بنظرية شاملة، فمن خلال العمل على النموذج الرابع (النموذج المتوازن ثنائي الاتجاه) وفق الأبعاد الأربعة، وبعد اختبار صلاحيته في مختلف البلدان والثقافات، تمكّن من صياغة نظرية الامتياز في العلاقات العامة.

## نظرة عامة
تفترض نظرية الامتياز في العلاقات العامة الحاجة إلى اتجاهين متوازنين في الاتصال بحيث تسعى اتصالات العلاقات العامة لتحقيق المنفعة المتبادلة بين المنظمة وجمهورها.
كما توصلت النتائج لنظرية الامتياز إلى نظرية عالمية للعلاقات العامة، والتي توفر مبادئ عامة يمكن تطبيقها بفعالية في معظم الدول.
وتقترح نظرية الامتياز العالمية أيضًا أن تكون الممارسة في مختلف البلدان مختلفة وفق عدة ظروف محددة قد تؤثر على المنظمة وفقًا لعدة عوامل خاصة تختلف من بلد لبلد، ومن منظمة لمنظمة.

### المبادئ العامة الدولية
1.    إشراك العلاقات العامة في الإدارة الاستراتيجية.
2.    أن يكون ممارسي العلاقات العامة لهم ارتباط وظيفي مباشر بالإدارة العليا.
3.    أن تكون وظيفة العلاقات العامة وظيفة متكاملة عن طريق دمج التخصصات الوظيفية الاحترافية للعلاقات العامة.
4.    أن تكون إدارة العلاقات العامة إدارة مستقلة عن الإدارات الأخرى.
5.    أن يرأس إدارة العلاقات العامة شخصية إدارية قيادية.
6.    أن تستخدم العلاقات العامة نموذج الاتصال الحواري (المتوازن ثنائي الاتجاه) مع الجمهور.
7.    أن يكون نظام الاتصال الداخلي في المؤسسة متوازنًا.
8.    أن يكون ممارسي العلاقات العامة معرفة وكفاءة تؤهلهم للدور الإداري ولممارسة العلاقات العامة المتوازنة.
9.    السماح بالتنوع والكفاءة الوظيفية دون تحيّز.
10.الالتزام بأخلاقيات مهنة العلاقات العامة الراقية والشعور بالمسؤولية الاجتماعية.

### الظروف المحددة
1.    الثقافة واللغة.
2.    الحراك.
3.    المتغيرات الاقتصادية.
4.    المتغيرات السياسية.
5.    نظم وسائل الإعلام.
6.   مستوى التنمية.

## نقد
1.    رؤية العديد من الباحثين بأنها خيالية ومثالية وغير واقعية من ناحية التوازن في الاتصال.
2.    أنها غير صالحة للتعميم عالميًا.
3.    وحدة التحليل التي تركز عليها دراسات الامتياز لا تزال دولة واحدة.
4.    لاحظ Van der Meiden أن النموذج المتوازن ثنائي الاتجاه غير واقعي لأنه يشير إلى أن المنظمات يجب أن تقدر مصالح جمهورها أكثر من مصالح المنظمة.
5.   أضاف Leichty أن العلاقات العامة التعاونية بالكامل ليست ممكنة في بعض الحالات، وأشار إلى أن افتقار ممارسي العلاقات العامة للسلطة داخل المنظمة يزيد من تقييد التعاون.